# Hercostomus flavicans
Hercostomus flavicans är en tvåvingeart som beskrevs av Patrick Grootaert och Henk J.G. Meuffels 2001. Hercostomus flavicans ingår i släktet Hercostomus och familjen styltflugor.
Artens utbredningsområde är Thailand. Inga underarter finns listade i Catalogue of Life.